# Grace Darmond
Grace Darmond, nata Grace Glionna (Toronto, 20 novembre 1898 – Los Angeles, 8 ottobre 1963), è stata un'attrice canadese che lavorò a Hollywood negli anni dieci e venti del Novecento.

## Biografia
Grace Darmond è stata un'attrice del cinema muto dal 1915 al 1929. Fu la protagonista del primo film in technicolor, The Gulf Between di Wray Bartlett Physioc. Molti dei suoi ruoli furono da protagonista, ma solo in film a basso costo. Aveva cominciato a recitare per la Selig Polyscope, una casa di produzione con sede a Chicago, in The Estrangement del 1914. Nella sua carriera, prese parte come attrice a 62 pellicole; il suo nome apparve anche nei titoli di The Wheel of Fortune, un film del 1923, per cui firmò il soggetto.
Era conosciuta nella comunità omosessuale di Hollywood come l'amante di Jean Acker, la prima moglie di Rodolfo Valentino con la quale ebbe una relazione dal 1918 fino a gran parte degli anni Venti. Si sposò due volte, la prima con Henry J. Matson, la seconda con Randolph N. Jennings.
Nel 1929, all'avvento del sonoro, la sua carriera finì perché come molti altri attori non riuscì ad adattare il suo modo di recitare alle esigenze del nuovo mezzo cinematografico.

## Filmografia
La filmografia è completa. Quando manca il nome del regista, questo non viene riportato nei titoli

### Attrice
- A Pair of Stockings, regia di Walter C. Bellows - cortometraggio (1914)
- The Estrangement, regia di Oscar Eagle - cortometraggio (1914)
- When the Clock Went Wrong, regia di Harry Jackson - cortometraggio (1914)
- Making Good with Her Family, regia di Harry Jackson - cortometraggio
- An Egyptian Princess, regia di Walter C. Bellows (come Walter Clark Bellows) - cortometraggio (1914)
- The Lure of the Ladies, regia di Oscar Eagle - cortometraggio (1914)
- Your Girl and Mine: A Woman Suffrage Play, regia di Giles Warren (1914)
- The Quarry - cortometraggio (1915)
- The Millionaire Baby, regia di Lawrence Marston e (non accreditato) Thomas N. Heffron (1915)
- A Texas Steer, regia di Giles Warren (1915)
- The House of a Thousand Candles, regia di Thomas N. Heffron (1915)
- The Leaving of Lawrence, regia di Giles Warren - cortometraggio (1915)
- A Black Sheep, regia di Thomas N. Heffron (1915)
- The Black Orchid, regia di Thomas N. Heffron - cortometraggio (1916)
- Her Dream of Life, regia di Frank Beal - cortometraggio (1916)
- A Social Deception, regia di Thomas N. Heffron - cortometraggio (1916)
- Wives of the Rich, regia di Thomas N. Heffron - cortometraggio (1916)
- Badgered, regia di Thomas N. Heffron - cortometraggio (1916)
- A Stranger in New York, regia di Thomas N. Heffron - cortometraggio (1916)
- Temperance Town, regia di Thomas N. Heffron - cortometraggio (1916)
- A Milk White Flag
- The Shielding Shadow, co-regia di Donald MacKenzie e Louis J. Gasnier - serial in 15 episodi (1916)
- The Gulf Between, regia di Wray Bartlett Physioc (1917)
- In the Balance, regia di Paul Scardon (1917)
- The Crucible of Life , regia di Harry Lambart (1918)
- The Other Man, regia di Paul Scardon (1918)
- An American Live Wire, regia di Thomas R. Mills (1918)
- The Seal of Silence, regia di Thomas R. Mills (1918)
- The Girl in His House, regia di Thomas R. Mills (1918)
- A Diplomatic Mission, regia di Jack Conway (1918)
- The Man Who Wouldn't Tell, regia di James Young (1918)
- The Highest Trump, regia di James Young (1919)
- What Every Woman Wants, regia di Jesse D. Hampton (1919)
- The Valley of the Giants, regia di James Cruze (1919)
- The Hawk's Trail, regia di W. S. Van Dyke - serial cinematografico (1919)
- Negli abissi del mare (Below the Surface), regia di Irvin Willat (1920)
- The Invisible Divorce, regia di Nat G. Deverich e Thomas R. Mills (1920)
- So Long Letty, regia di Al Christie (1920)
- The Hope Diamond Mystery, regia di Stuart Paton (1921)
- See My Lawyer, regia di Al Christie (1921)
- White and Unmarried, regia di Tom Forman (1921)
- The Beautiful Gambler, regia di William Worthington (1921)
- The Song of Life, regia di John M. Stahl (1922)
- Handle with Care, regia di Phil Rosen (1922)
- I Can Explain, regia di George D. Baker (1922)
- Un'avventura pericolosa (A Dangerous Adventure), regia di Jack L. Warner e Sam Warner (1922)
- The Hero, regia di Louis J. Gasnier (1923)
- L'ospite di mezzanotte (The Midnight Guest), regia di George Archainbaud (1923)
- Daytime Wives, regia di Émile Chautard (1923)
- Gold Madness, regia di Robert Thornby (1923)
- The Wheel of Fortune, regia di Leslie T. Peacocke (1923)
- Discontented Husbands, regia di Edward LeSaint
- Alimony, regia di James W. Horne (1924)
- The Gaiety Girl, regia di King Baggot (1924)
- The Painted Flapper, regia di John Gorman (1924)
- Flattery, regia di Tom Forman (1925)
- Where the Worst Begins, regia di John McDermott (1925)
- The Great Jewel Robbery, regia di John Ince (1925)
- Her Big Adventure, regia di John Ince (1926)
- The Night Patrol, regia di Noel M. Smith (1926)
- La collana di Penelope (Honesty - The Best Policy), regia di Chester Bennett e Albert Ray (1926)
- Her Man o' War, regia di Frank Urson (1926)
- Sei tutta la mia vita (The Marriage Clause), regia di Lois Weber (1926)
- Wide Open, regia di John Grey (1927)
- Hour of Reckoning, regia di John Ince (1927)
- Wages of Conscience, regia di John Ince (1927)
- La fidanzata di mio marito (Our Wife), regia di John M. Stahl (1941)

### Sceneggiatrice
- The Wheel of Fortune, regia di Leslie T. Peacocke (1923)

### Film o documentari dove appare Grace Darmond
- Screen Snapshots, Series 3, No. 9 documentario (1922)
- Life in Hollywood No. 2 documentario (1927)